# ロング・ウェイ・ノース 地球のてっぺん
ロング・ウェイ・ノース 地球のてっぺん（ロング・ウェイ・ノース ちきゅうのてっぺん、フランス語: Tout en haut du monde）は、フランス・デンマークの共同製作による2015年のアニメ映画。監督はレミ・シャイエ。アヌシー国際アニメーション映画祭観客賞、東京アニメアワードフェスティバル2016長編コンペティション部門グランプリ、第23回文化庁メディア芸術祭アニメーション部門優秀賞受賞。

## あらすじ
19世紀のサンクトペテルブルクに住む少女・サーシャは、探検家として著名な最愛の祖父・オルキンが、北極の厳しい環境に耐えうる特別製の砕氷船ダバイ号に乗り北極点を目指して出発するのを見る。ダバイ号は、ロシア皇帝が資金を提供して建造された船だった。数年後、船からの消息は途絶え、皇帝はダバイ号が乗員全員とともに沈んだとみなし、その最終地点を確認した者に100万ルーブルの賞金を出すと宣言した。
15歳になったサーシャは、主役となる社交界デビューの舞踏会を前にして、祖父の名を冠する新しい図書館に忍び込み、陳列された祖父寄贈の品々を眺めていた。そこに王子のトムスキーと秘書のルージンが現れ、物陰に隠れたサーシャは、トムスキーが祖父の業績を貶める言葉を耳にする。トムスキーは、オルキンが帰還に失敗したことで多額の投資をした皇帝を政治的に辱めたと考え、建物からオルキンの名をはずそうとしていた。
サーシャの父はローマ大使への着任が決まりかけており、サーシャの舞踏会に訪れるトムスキーをもてなして就任を確実にしようとした。舞踏会でサーシャはトムスキーに、祖父の航路はそのメモから見て皇帝の側近が推定したものとは異なると説明したが、トムスキーは無礼だとわざときつく非難した。トムスキーが不機嫌をあらわにして邸を後にしたのを見た他の客は、サーシャの家族から距離を置こうと、後を追うように退去した。ローマ大使の地位がふいになったと感じたサーシャの父は、家の名を汚したと娘を非難する。
サーシャは家を飛び出し、アルハンゲリスクの港までたどり着く。そこでサーシャは、氷の北海を航行可能なように外板が補強されたノルゲ号を見つける。船長を名乗るラルソンという男に船に乗せるよう持ちかけ、見返りとして大切なイヤリングまで渡したが、サーシャを乗せずに船は出港してしまう。サーシャは、同情した酒場の女将・オルガの店で下働きをしながら、船が戻るのを待った。ノルゲ号が帰還すると、サーシャは本当の船長であるルンドに祖父のノートを見せて、ダバイ号の場所を探すことができると訴えた。ルンドは皇帝からの100万ルーブルを目当てに出港を決めるが、サーシャを乗せることは拒んだ。そのとき、実はルンドの弟で一等航海士だとわかったラルソンが、サーシャの渡したイヤリングを賭博ですってしまったことが発覚する。それを知ったルンドは名誉にかけ、サーシャの乗船を認めた。
船員たちは当初サーシャに好意を寄せたが、ラルソンの未熟さによってノルゲ号を喪失すると、食糧不足からサーシャにきつくあたるようになり、こんなことになったのはサーシャのせいだと非難し始めた。ダバイ号さえ発見できれば食糧と移動手段の充てができると、北極の雪原を行き先がわからぬまま進む旅の日が続き、ある激しい雪嵐の日にサーシャは一行から離れて外に出て行ってしまう。船でサーシャがかわいがっていたハスキー犬がサーシャを見つけ、犬は一行がいるのとは違う方にサーシャを導いた。その先には凍り付いたオルキンの遺体があった。その傍らにあった航海日誌をサーシャが紐解いていると棚氷が割れて、オルキンの遺体は遠くに離れていった。航海日誌を読んだサーシャは、オルキンの旅の結末を知る。ダバイ号はサーシャと同様に氷に閉ざされてしまい、乗組員はオルキンがそれでも北極点到達にこだわることへの恐れからオルキンを残して船を後にした。その後オルキンは一人徒歩で北極点にたどり着いたが、もはやダバイ号へ戻る体力も無く、雪原に座り込んでその苛烈で美しい光景を眺め、2年後にサーシャに発見されたのだった。サーシャはダバイ号を見つけるために航海日誌に記された座標を使いついに船を発見、船員たちは持参したダイナマイトで氷を吹き飛ばし、船を氷から海で動けるようにした。船内を見て回ったサーシャは、祖父の部屋で自分が子どもの頃の写真がその場で凍り付いたまま机に置かれているのを見つけた。
エンドロールに掲示される静止画で以下の内容が描かれる。ダバイ号はサンクトペテルブルクに戻り、トムスキーから無礼だと非難された内容が正しかったことが示される。そしてサーシャは父と和解した。クレジットの後、北極点にオルキンが立てた旗が風によって飛ばされる場面で幕を閉じる。

## キャスト
※括弧内は日本語吹替
家族
- サーシャ：クリスタ・テレ（上原あかり） ‐ 14歳のロシア人の少女。名門貴族チェルネソフ家の1人娘。おじいちゃん子で祖父オルキンの冒険心を受け継ぐように、1人で家を出て行方不明となった祖父を捜す。旅へ出て以降ひたむきさや聡明で根性も見せるなど著しく人間的な成長を遂げていくが、若さや世間知らず故の傲慢さもあり、弁が立つ事から周囲の反感を買いやすい。
- オルキン：フェオドール・アトキン（英語版）（弦徳） ‐ サーシャの祖父。ロシア海軍の著名な探検家。北極点を目指し出発したがしばらく経って消息不明となる。オルキンの名前を冠するロシア科学アカデミーの図書館も建設されるほど偉大な実績があるが、頑固で科学に情熱的過ぎて融通が利かないため、あまり人望がなく敵も多い。
- イヴァン：レミ・ビシェット（フランス語版）（中西伶郎） ‐ サーシャの父。ロシア高官。ローマ大使への着任が決まりかけていたが、オルキンの失踪以降、チェルネソフ家の地位や名誉が失墜する中、就任を確実にしようとするため、サーシャの舞踏会に招待した王子トムスキーをもてなしてあわよくば娘と政略結婚させようと目論んでいたが、サーシャがトムスキーを怒らせたことでサーシャを叱責する。
- サーシャの母：ジュリアンヌ・ドゥジェンヌ（フランス語版）（吉田小南美） ‐ サーシャの母でオルキンの娘。不在がちだったオルキンのことはあまり知らない。貴族的伝統を重んじ、イヴァンにも従順。常に家族の身を案じサーシャの事も守ろうとはしていたが、トムスキーを怒らせたことでサーシャに落胆する。

社交界
- トムスキー：ファビアン・ブリシェ（フランス語版）（前内孝文） ‐ サーシャの社交界デビューとなる自宅パーティーに来賓として招かれた王子（ロシア皇帝の甥）。野心家で策略家。ロシア科学アカデミーの大臣に新任するが、勉学や教養に興味がなく科学の知識もない。かつて叔父をオルキンに侮辱された事を根に持ちオルキンの事を恨み嫌っている。
- ナージャ：オドレイ・サブレ（フランス語版）（石原夏織） ‐ サーシャの友人。ドレスや舞踏会など華やかな世界に憧れる少女。トムスキー王子の事をとても魅力的だと見定めている。

ノルゲ号
- ルンド：ロイック・ウードレ（フランス語版）（徳森圭輔） ‐ ノルゲ号の船長。叩き上げで質実剛健。寡黙ながらノルゲ号のクルー達からの信頼は厚い。
- ラルソン：レミ・カイユボ（フランス語版）（成澤卓） ‐ ルンドの弟。ノルゲ号のクルーで一等航海士。遊び人で女たらし。物語序盤にサーシャが祖父から貰った形見のイヤリングを騙し取って質屋に入れ、得た金を賭博で失う。出港後は、根が真面目で優しく義理人情に厚い面を見せる。
- カッチ：トマ・サンゴル（フランス語版）（浅水健太朗） ‐ ノルゲ号の見習い水夫で丸刈りの少年。年相応の無邪気さや素直さを持ち、年が近いサーシャにも好意的に協力する。
- モーソン：トム・モートン（フランス語版）（中村精道） ‐ ノルゲ号のクルー。素直で自己中心的なトラブルメーカー。いたずら好き。
- ブリスコー、ゴールウェイ、ルンド、マロニー ‐ ノルゲ号の水夫たち
- フレンチー　コック
- シャックル　犬

その他
- オルガ：ヴィヴィアン・ヴェルメシュ（フランス語版）（伊藤香菜子） ‐ ノルゲ号が寄港する港にある食堂の女主人。恰幅の良い中年女性。前述のイヤリングを失って一文無しになり途方に暮れていたサーシャを助けて住み込みで食堂で働かせる。飲み込みや適応が早いサーシャを気に入って積極的に協力する。

## 受賞とノミネート
| List of awards and nominations     | List of awards and nominations | List of awards and nominations                 | List of awards and nominations        | List of awards and nominations | List of awards and nominations | List of awards and nominations |
| 賞・映画祭                         | 日付                           | 部門                                           | 対象                                  | 結果                           | 出典                           |                                |
| ---------------------------------- | ------------------------------ | ---------------------------------------------- | ------------------------------------- | ------------------------------ | ------------------------------ | ------------------------------ |
| 第44回アニー賞                     | 2017年2月4日                   | 長編インディペンデント作品賞                   | ロング・ウェイ・ノース 地球のてっぺん | ノミネート                     | [ 7 ]                          |                                |
| 第21回サンディエゴ映画批評家協会賞 | 2016年12月12日                 | 最優秀アニメーション映画賞                     | ロング・ウェイ・ノース 地球のてっぺん | ノミネート                     | [ 8 ] [ 9 ]                    |                                |
| 東京アニメアワードフェスティバル   | 2016年3月21日                  | コンペティション部門・長編部門グランプリ       | ロング・ウェイ・ノース 地球のてっぺん | 受賞                           | [ 10 ]                         |                                |
| COLCOAフランス映画祭               | 2016年                         | 未公開作品賞 (Coming Soon Award)               | ロング・ウェイ・ノース 地球のてっぺん | 受賞                           | [ 11 ]                         |                                |
| 第33回シカゴ国際児童映画祭         | 2016年                         | 児童審査員・長編アニメーション映画部門最優秀賞 | ロング・ウェイ・ノース 地球のてっぺん | 受賞                           | [ 12 ]                         |                                |
| 第33回シカゴ国際児童映画祭         | 2016年                         | 成人審査員・長編アニメーション映画部門準優秀賞 | ロング・ウェイ・ノース 地球のてっぺん | 受賞                           | [ 12 ]                         |                                |
| アヌシー国際アニメーション映画祭   | 2015年                         | 観客賞                                         | ロング・ウェイ・ノース 地球のてっぺん | 受賞                           | [ 13 ]                         |                                |
| 第23回文化庁メディア芸術祭         | 2020年                         | アニメーション部門優秀賞                       | ロング・ウェイ・ノース 地球のてっぺん | 受賞                           | [ 6 ]                          |                                |